# Polly Ági
Polly Ági, polgári nevén Pollák Ágnes (Temesvár (?), 1917. május 19.[forrás?]) magyar színésznő.

## Élete
Polly Ági életéről viszonylag keveset lehet tudni. Pollák Géza zsidó harisnyagyáros leányaként született Pollák Ágnes néven, 1917. május 19-én[forrás?] Édesapja a kezdetektől fogva színésznőnek szánta. Élete első filmszerepét a Sztepptánc című alkotásban kapta 1934-ben. 
A film alapvetően rajzfilm volt, Polly volt benne az egyetlen élő szereplő. A filmet Valker István  rendezte. A Sztepptánc végül nem úgy sikerült, ahogy azt várták, mivel a rajzok nem sikerültek jól. Valker ezért elküldte a rajzolóit, majd 1936-ban elkészítették a Tiroli tánc című filmet, ami ugyan nem lett tökéletes, de a rajzok itt már jobban sikerültek. 
Polly Ági legnagyobb filmes sikere az 1938-as Orosz álom című alkotás volt. 
A színésznő – és Valker – karrierje ezután a második világháború kitörése miatt szünetelni kényszerült.

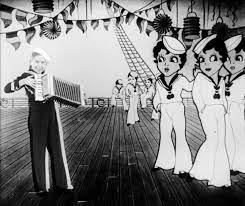
Polly Ági a Tiroli tánc című film egyik jelenetében 1936-ban

Évekkel később, 1945-ben, a világháború vége után Pollák Géza egy új filmtervvel állt elő, amelyben szintén a lánya volt a főszereplő. Ez lett a Hazugság nélkül című film, amelyben Polly Ági egy Zsuzsi nevű fiatal diáklányt alakíthatott. A filmet Gertler Viktor rendezte, és olyan színészóriások játszottak benne, mint Latabár Kálmán, Gombaszögi Ella és Somlay Artúr. A film ennek ellenére nem lett nagy siker.
1947-ben Pollák Géza ennek ellenére újabb filmtervvel állt elő, amelyben szintén Polly Ági lett volna a főszereplő, de ezt már nem tudták megvalósítani. 
A színésznő ennek ellenére mégis kapott szerepet egy félig magyar, félig román koprodukcióban készült filmben, amit szintén Gertler Viktor rendezett.
A Două lumi și o dragoste volt Polly Ági utolsó filmje, ezután visszavonult a színészettől. További sorsa ismeretlen.

## Szerepei
| Film                    | Év   | Szerep | Rendező        |
| ----------------------- | ---- | ------ | -------------- |
| Sztepptánc              | 1934 |        | Valker István  |
| Tiroli tánc             | 1936 |        | Valker István  |
| Orosz álom              | 1938 |        | Valker István  |
| Hazugság nélkül         | 1945 | Zsuzsi | Gertler Viktor |
| Două lumi și o dragoste | 1947 |        | Gertler Viktor |